# Pyathada-Tempel

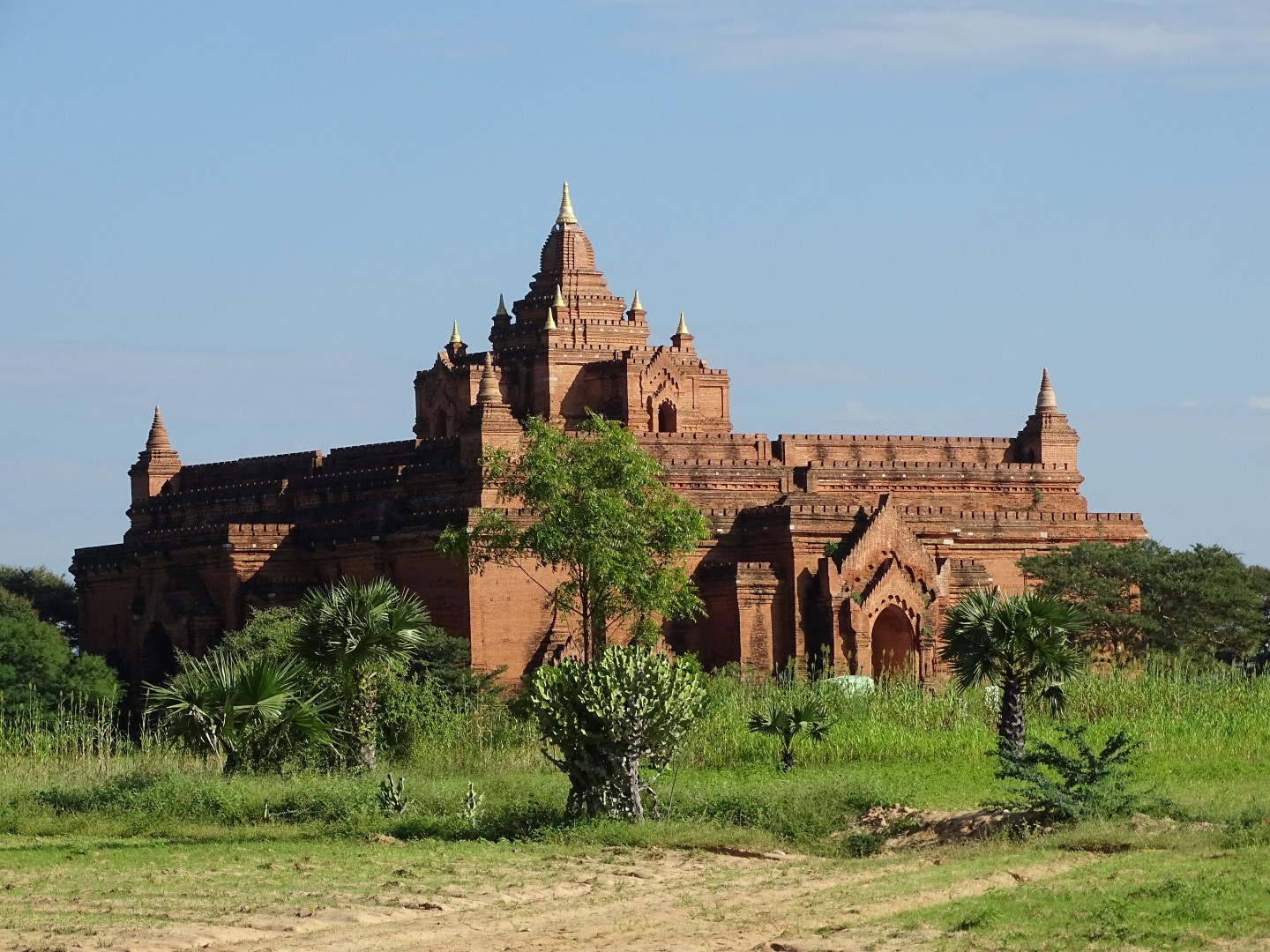
Pyathada-Tempel

Der Pyathada-Tempel ist ein buddhistischer Tempel in Bagan, Myanmar, etwa einen Kilometer südöstlich des Sulamani-Tempels.

Der Tempel wurde von König Kyaswa (1234–1250) begonnen, aber nie vollendet. Nur das erste Geschoss wurde gebaut, beim Erdbeben 1975 stark beschädigt und danach wieder restauriert.
Wegen seiner Lage südöstlich von Alt-Pagan sind von seiner Terrasse die vier großen zweistöckigen Tempel Gawdawpalin, Thatbyinnyu, Sulamani, Htilominlo sowie der Ananda-Tempel und der Dhammayangyi-Tempel zu sehen.